# Petäinen (Kangasniemi, Södra Savolax, Finland)
Petäinen eller Petäislampi är en sjö i Finland. Den ligger i kommunen Kangasniemi i landskapet Södra Savolax, i den södra delen av landet, 220 km nordost om huvudstaden Helsingfors. Petäinen ligger 109,8 meter över havet. Arean är 82,5 hektar och strandlinjen är 6,28 kilometer lång. Sjön  ingår i Kymmene älvs huvudavrinningsområde.   I omgivningarna runt Petäinen växer i huvudsak blandskog.